# 48비트 컴퓨팅
컴퓨터 구조에서 48비트 정수, 메모리 주소, 다른 데이터 장치들은 48 비트 너비의 영역을 갖는다. 또, 48비트 CPU, ALU 구조는 이러한 크기의 레지스터, 주소 버스, 데이터 버스에 기반을 두고 있다.
CISC의 한 종류인 IBM AS/400은 48비트 어드레싱 시스템이다. 논리 블록 어드레싱에 쓰인 이 주소 크기는 ATA-6이 도입되면서 48비트로 증가하였다.

## 사진
디지털 사진에서 한 화소에 48비트, 또는 각 색 채널(빨간색, 녹색, 파란색)에 16비트는 정확한 처리에 사용된다. 이러한 그림은 24비트 사진보다 더 나아 보이진 않지만 색 사이에 더 많은 그림자가 존재하여 눈에 띄는 포스터리제이션이나 밴딩 등의 위험 없이 더 많은 작업을 그림에 수행할 수 있다.